# ادنا

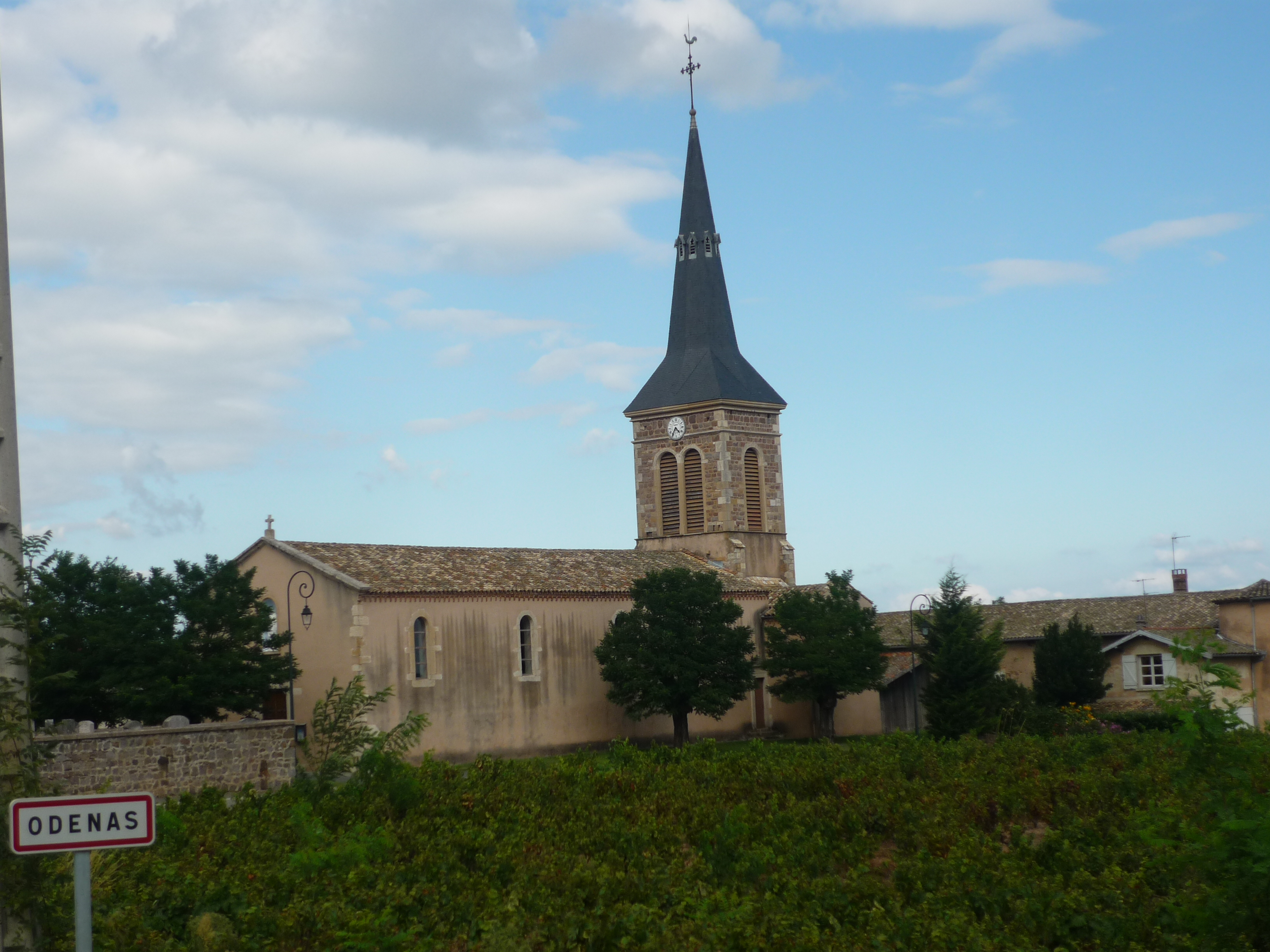
کلیسای ادنا

ادنا (به فرانسوی: Odenas) یک کامین (تقسیمات کشوری فرانسه) در فرانسه با جمعیت ۶۸۸ نفر است که در Canton of Belleville واقع شده‌است.